# Hyperoliidae
Hyperoliidae là một họ ếch nhái có kích thước nhỏ đến trung bình, chúng có màu sặc sỡ. Họ này có 209 loài trong 18 chi. Mười sáu chi bản địa châu Phi cận Sahara. Ngoài ra, chi chỉ có một loài Tachycnemis hiện diện ở quần đảo Seychelles, còn chi Heterixalus (hiện có 11 loài) đặc hữu Madagascar.
Các loài trong họ này có chiều dài cơ thể từ 1,5 xentimét (0,59 in) đến 8 xentimét (3,1 in). Nhiều loài trong họ này làn da mịn, màu sáng, da trông như tráng men.
Hầu hết các loài trong họ này sinh sống trên cây, nhưng một số sinh sống ở trên mặt đất, bao gồm một số loài Kassina di chuyển bằng cách đi hoặc chạy thay vì nhảy. Chế độ ăn uống rất khác nhau, với các ví dụ bao gồm Tornierella là những loài chuyên về ăn ốc sên , và Afrixalus fornasinii, loài ếch cạn duy nhất đã biết chuyên ăn trứng của các loài ếch nhái khác.
Sự sinh sản của các loài trong họ này bắt đầu vào đầu mùa mưa, nơi chúng tụ tập tại nơi sinh sản. Hầu hết các loài trong họ này đẻ trứng dưới nước, mặc dù đẻ trứng vào đống bọt do chúng tạo ra, đẻ vào lỗ cây, và đẻ trứng trong thảm thực vật trên mặt nước là tất cả các tập tính đã được biết đến. Các loài thuộc chi Afrixalus xây tổ lá để chứa trứng của chúng bằng cách gấp và dán các cạnh của lá. Nòng nọc là ấu trùng sinh sống ở trong ao loại với các vây lưng lớn trên đuôi.

## Các chi
- Phân họ Hyperoliinae
  - Acanthixalus Laurent, 1944: 2 loài.
  - Alexteroon Perret, 1988: 3 loài.
  - Arlequinus Perret, 1988: 1 loài.
  - Callixalus Laurent, 1950: 1 loài.
  - Chlorolius Perret, 1988: 1 loài.
  - Chrysobatrachus Laurent, 1951: 1 loài.
  - Cryptothylax Laurent and Combaz, 1950: 2 loài.
  - Heterixalus Laurent, 1944: 11 loài.
  - Hyperolius Rapp, 1842, đồng nghĩa: Crumenifera, Cruminifera, Epipole, Euchnemis, Eucnemis, Nesionixalus, Rappia: 129 loài.
- Phân họ Kassininae
  - Afrixalus Laurent, 1944: 31 loài.
  - Kassina Girard, 1853, đồng nghĩa: Cassina, Cassiniopsis, Eremiophilus, Hylambates: 16 loài.
  - Kassinula Laurent, 1940: 1 loài.
  - Opisthothylax Perret, 1966: 1 loài.
  - Paracassina Peracca, 1907, đồng nghĩa: Mocquardia, Rothschildia, Tornierella: 2 loài.
  - Phlyctimantis Laurent and Combaz, 1950: 4 loài.
  - Semnodactylus Hoffman, 1939, đồng nghĩa: Notokassina: 1 loài.
- Phân họ Tachycneminae
  - Tachycnemis Fitzinger, 1843, đồng nghĩa: Megalixalus, Megalixcelus: 1 loài.
- Chưa rõ:
  - Morerella Rödel, Kosuch, Grafe, Boistel, Veith, 2009[3]: 1 loài.